# Sistema coletor de secreção
O Sistema coletor de secreção é um equipamento usado na área da saúde,destinado à coleta de secreção corpórea.
Utilizado em procedimentos como sondagem nasogástrica.

## Indicação

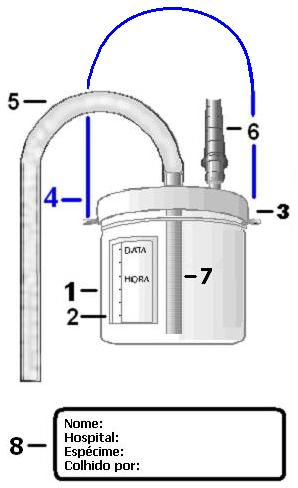
Componentes do Sistema coletor de secreção: Frasco coletor (1) transparente, graduado e atóxico; Graduação volumétrica (2); Tampa (3) com vias (torres) para conexão dos tubos, rosca e anel de vedação interna; Alça de transporte (4); Tubo de extensão (5) para conexão com a sonda de aspiração ou endoscópio; Conector cônico (6) para conexão com o tubo de aspiração do vácuo hospitalar; Tubo interno (7); Etiqueta de identificação (8).

O Sistema coletor de secreção é tecnicamente desenvolvido para a coleta por aspiração de amostra(s) de secreção(ões) corpórea(s).
Na especialidade médica de Endoscopia digestiva é destinado a coleta de secreções do sistema digestório.
Na Broncoscopia o Sistema coletor de secreção é destinado para a coleta de secreções e lavado brônquico com o auxílio do broncoscópio.
Na especialidade médica da Medicina Intensiva é destinado a coleta de secreção corpórea por aspiração das vias aéreas com sonda de aspiração.
Na Especialidade de Cirurgia torácica é principalmente destinado a coleta de líquido pleural.

## Componentes
- Frasco coletor (1) transparente, graduado e atóxico
- Graduação volumétrica (2)
- Tampa (3) com vias (torres) para conexão dos tubos, rosca e anel de vedação interna
- Alça de transporte (4)
- Tubo de extensão (5) para conexão com a sonda de aspiração ou endoscópio
- Conector cônico (6) para conexão com o tubo de aspiração do vácuo hospitalar
- Tubo interno (7)
- Etiqueta de identificação (8)

## Componentes do refil
- Frasco coletor (1) transparente, graduado e atóxico
- Graduação volumétrica (2)
- Tampa (3) simples, sem torres, com rosca e anel de vedação interna
- Etiqueta de identificação (8)

Observação: O Frasco coletor (1) refil somente deverá ser utilizado para a coleta de amostra de secreções corpóreas do mesmo local anatômico.
Portanto, deverá ser utilizado um novo Sistema coletor de secreção quando for necessária a coleta de amostra de local anatômico diferente.

## Instruções de uso

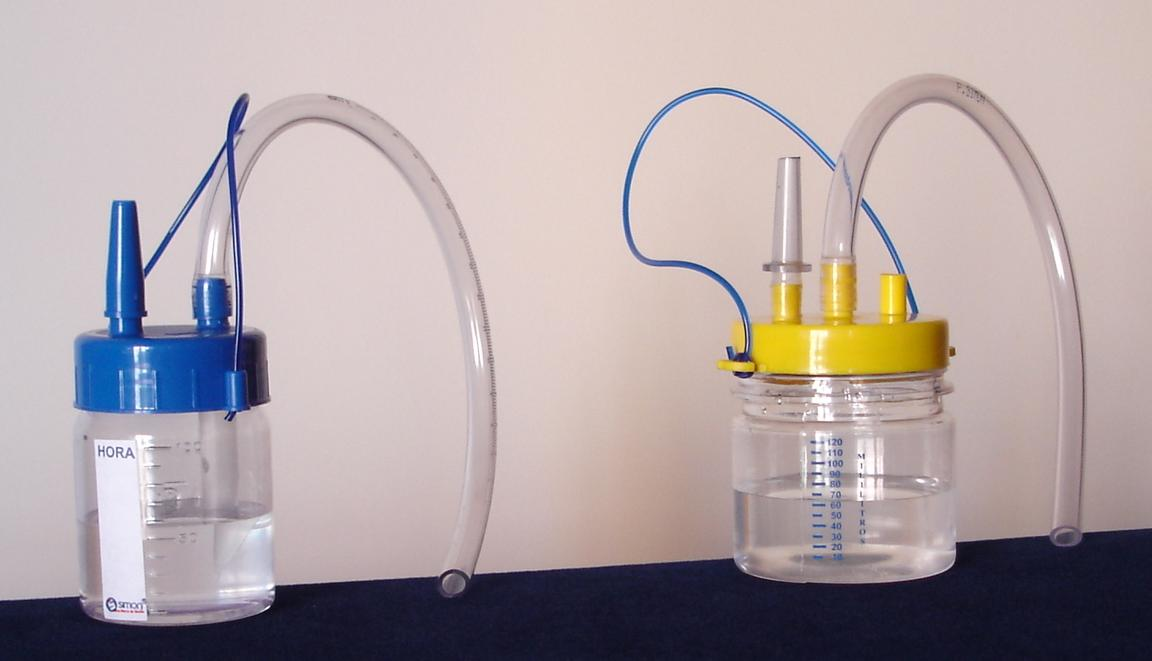
O Sistema coletor de secreção é um equipamento usado na Medicina destinado à coleta de secreção corpórea.

O Frasco coletor (1) deve ser examinado antes da utilização, se certificando do correto ajuste da Tampa (3) e das conexões de montagem.
A coleta do material deve ser realizada com técnica asséptica de acordo com as normas hospitalares de proteção individual do operador.

## Instruções de montagem
Na montagem do Sistema coletor de secreção, o Tubo de extensão (5) deve ser conectado ao endoscópio (broncoscópio) ou a sonda de aspiração.
E o tubo de aspiração do vácuo hospitalar deve ser conectado ao Conector tubular cônico (6).

## Instruções de desmontagem
Na desmontagem, após a aspiração da secreção corpórea, desconecte o Tubo de extensão (5) do endoscópio ou da sonda de aspiração.
Desligue o vácuo hospitalar.
Observe que, o tubo de aspiração do vácuo hospitalar deve ser desconectado juntamente com o Conector tubular cônico (6) que deve ser destacado da Tampa (3).

## Instruções de fechamento
Para fechar o Sistema coletor de secreção, a extremidade livre do Tubo de extensão (5) deve ser conectada à via lateral da Tampa (3) do Frasco coletor (1), fechando-o de modo asséptico.

## Identificação do Frasco coletor (1)
A Etiqueta de identificação (8) deverá ser preenchida e colada ao Frasco coletor (1) com as seguintes informações:
- Identificação do hospital
- Identificação do paciente
- Informações relativas à amostra coletada (por exemplo: qualidade, quantidade, local anatômico, etc.)

## Cuidados com a amostra
Verifique e anote a qualidade, quantidade e local anatômico onde a secreção corpórea foi colhida.
A secreção corpórea colhida, ou o lavado brônquico, sofre alteração com o passar do tempo. Portanto, o Sistema coletor de secreção com a amostra colhida deve ser encaminhado ao laboratório para análise no prazo máximo de 60 minutos, relacionando os exames a serem realizados pelo laboratório de análise clínica.